# وسابي (فلم)
وسابي هو فيلم أكشن كوميدي فرنسي من إخراج جيرار كراوزيك وبطولة جان رينو، ريوكو هيروسويه، مايكل مولر وكارول بوكيه، صدر الفيلم في 31 أكتوبر 2001.

## روابط خارجية
- مقالات تستعمل روابط فنية بلا صلة مع ويكي بيانات

لا توجد روابط لمواقع التواصل الاجتماعي.